# Campeonato Carioca de Futebol Feminino Sub-17 de 2022
O Campeonato Carioca Feminino Sub-17 de 2022 foi a oitava edição desta competição de futebol feminino organizada pela Federação de Futebol do Estado do Rio de Janeiro (FERJ).
O certame foi composto de três fases e disputada por oito equipes entre os dias 6 de agosto e 9 de outubro. Na primeira fase, os participantes se enfrentaram em turno único, classificando para as semifinais os quatro melhores colocados. Nas semifinais, o resultado agregado das duas partidas definiu quem avançou à final que foi realizada em jogo único. Flamengo e Fluminense protagonizaram a final, disputada no estádio José Bastos Padilha, no Rio de Janeiro. Na ocasião, o Fluminense saiu vitorioso após vencer nas penalidades e conquistou seu primeiro título.

## Formato e participantes
O regulamento dividiu a competição em três fases distintas; na primeira, os integrantes enfrentaram os rivais em embates de turno único, classificando os quatro melhores colocados. Nas semifinais, dois embates eliminatórios foram formados de acordo com o cruzamento olímpico. Os vencedores se qualificaram para a decisão em jogo único. Os oito participantes foram:
| Equipe         | Cidade         | Estádio                                                        | Títulos                     | Ref.  |
| -------------- | -------------- | -------------------------------------------------------------- | --------------------------- | ----- |
| Bangu          | Rio de Janeiro | Moça Bonita                                                    | 1 (2010)                    | [ 7 ] |
| Barcelona-RJ   | Rio de Janeiro | Niélsen Louzada                                                | —                           | [ 7 ] |
| Flamengo       | Rio de Janeiro | Centro de Educação Física Almirante Adalberto Nunes            | —                           | [ 7 ] |
| Fluminense     | Rio de Janeiro | Laranjeiras (clássicos) CT Vale das Laranjeiras (demais jogos) | —                           | [ 7 ] |
| Heips          | Rio de Janeiro | CT Real Heips                                                  | —                           | [ 7 ] |
| Maricá         | Maricá         | Esporte Clube Maricá                                           | —                           | [ 7 ] |
| Rio de Janeiro | Rio de Janeiro | Telê Santana                                                   | —                           | [ 7 ] |
| Vasco da Gama  | Rio de Janeiro | Nivaldo Pereira (clássicos) CT Artsul (demais jogos)           | 4 (2012, 2013, 2014 e 2015) | [ 7 ] |

## Resultados
Os resultados das partidas da competição estão apresentados nos chaveamentos abaixo. A primeira fase foi disputada por pontos corridos, com os seguintes critérios de desempates sendo adotados em caso de igualdades: número de vitórias, saldo de gols, número de gols marcados, confronto direto, número de cartões vermelhos recebidos, número cartões amarelos recebidos e sorteio. Para as partidas que terminarem empatadas ao final do tempo regulamentar, será atribuído um ponto para cada equipe e mais um para o clube vencedor da disputa de pênaltis, não sendo considerada como vitória. Por outro lado, as fases seguintes consistiram de partidas de ida e volta nas semifinais e jogo único na final, as equipes mandantes da primeira partida estão destacadas em itálico e as vencedoras do confronto, em negrito. Conforme preestabelecido no regulamento, o resultado agregado das duas partidas definiram quem avançou à final, que foi disputada por Flamengo e Fluminense e vencida pela segunda equipe, que se tornou campeã da edição.

### Fase final
|  | Semifinais     | Semifinais      | Semifinais | Semifinais |   |          | Final | Final |
|  |                |                 |            |            |   |          |       |       |
|  | Rio de Janeiro | 1               | 0          | 1          |   |          |       |       |
|  | Flamengo       | 3               | 3          | 6          |   |          |       |       |
|  | Flamengo       | 3               | 3          | 6          |   | Flamengo | 1 (3) |       |
|  |                |                 |            |            |   | Flamengo | 1 (3) |       |
|  |                | Fluminense (p.) | 1 (4)      |            |   |          |       |       |
|  | Vasco da Gama  | Fluminense (p.) | 1 (4)      | 0          | 0 | 0        |       |       |
|  | Vasco da Gama  |                 |            | 0          | 0 | 0        |       |       |
|  | Fluminense     | 4               | 2          | 6          |   |          |       |       |